# Ivaň
Ivaň (deutsch Eibis) ist eine Gemeinde mit 799 Einwohnern (Stand 1. Januar 2023) in Tschechien.

## Geographie
Das Dorf befindet sich 172 m. ü. M. zwölf Kilometer westlich von Hustopeče in einem Mündungsgebiet am linken Ufer der Jihlava zwischen dem Flüsschen Šatava und der Svratka, die sich zwei Kilometer südöstlich vereinigen und in der Talsperre Nové Mlýny (Neumühl) in die Thaya münden. Ivaň liegt in einer Teich- und Auwaldlandschaft, im Westen des Dorfes liegt der See Vrkoč. Im Süden am Ufer des Stausees befinden sich die Naturdenkmäler Dolní mušovský luh (45 Hektar) und Betlem, im Norden liegt mit dem Plačkův les a říčka Šatava (Plačkův-Wald und Flüsschen Šatava) ein weiteres Naturdenkmal.

## Geschichte

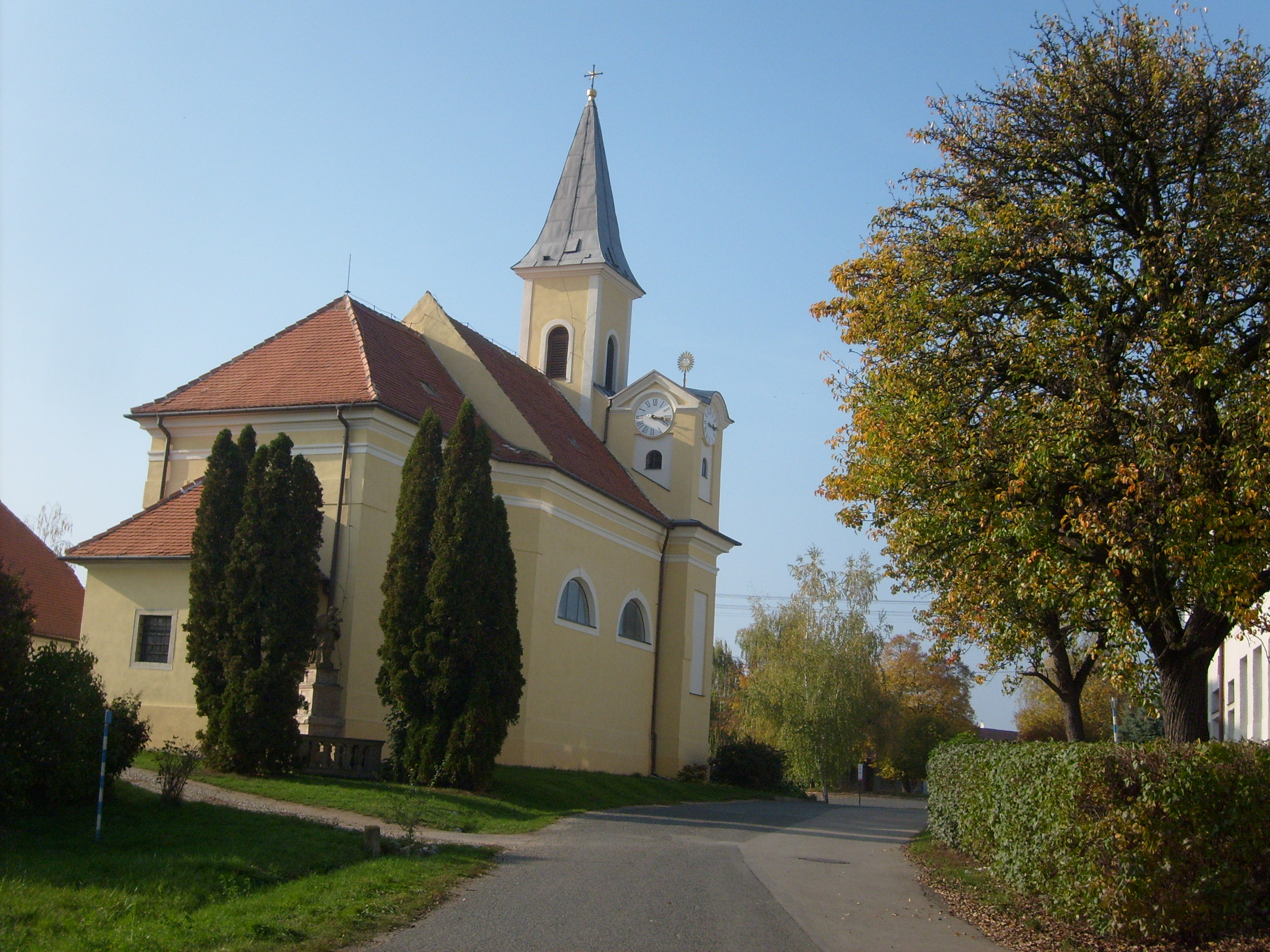
Bartholomäuskirche

Der Ort wurde 1257 erstmals urkundlich erwähnt; die in der Literatur genannte Jahreszahl 1073 im Zusammenhang mit der Überlassung von Einnahmen durch Vratislav II. an das Kloster Opatowitz hat sich als falsch erwiesen. 1581 überließ Kaiser Rudolf II. das Dorf Friedrich von Žerotín. Bis zur Aufhebung der Patrimonialherrschaften gehörte Eibis zur Herrschaft Seelowitz. Danach war es dem Brünner Bezirk und Gerichtsbezirk Seelowitz zugehörig.
Zwischen 1945 und 1950 gehörte der Ort zum Okres Hustopeč und anschließend bis zur Gebietsreform von 1960 zum Okres Židlochovice. Seit dessen Auflösung bis zum Jahre 2006 war der Ort Teil des Okres Břeclav und seit 1. Januar 2007 gehört er zum Okres Brno-venkov.

## Sehenswürdigkeiten
Die 1791 errichtete St. Bartholomäuskirche entstand an der Stelle einer seit 1724 bestehenden Kapelle. Im 19. Jahrhundert wurde sie umgebaut und der mittlere Turm erhöht. Die Kirche dominiert das Ortsbild.